# 笠九郎兵衛
笠 九郎兵衛（りゅう くろべえ、安永8年（1690年） - 元禄3年（1779年））は、江戸時代中期の農民、篤農家。

## 経歴・人物
久留米藩領筑後国御井郡国分村（現：福岡県久留米市）生まれ。宝永6年水稲中耕除草用の手農具である雁爪を考案。また長崎などで甘蔗栽培と製糖法を学び、郷里につたえた。